# Angela Hernández Nuñez
Ángela Hernández Núñez (sinh ngày 6 tháng 5 năm 1954) là một nhà văn, nhà giáo và nhà hoạt động xã hội người Dominica.

## Tiểu sử
Núñez sinh ra tại Jarabacoa; từng theo học ngành kĩ thuật hóa học tại Universidad Autónoma de Santo Domingo. Bà là hội viên tích cực của nhóm nữ nhà thơ Circulo de Mujeres Poetas và là thành viên sáng lập Grupo de Mujeres Creadoras.
Năm 1998, bà được trao Giải thưởng Văn học Quốc gia Dominica với truyện ngắn Piedra de Sacrificio.

## Tác phẩm (tiêu biểu)
- Emergencia del silencio, tập xã luận (1985)
- Tizne y cristal, tập thơ (1985)
- Edades del asombro, tập thơ (1985)
- De críticos y creadores, tập xã luận(1988)
- Alótropos, stories (1989)
- Masticar una rosa, tập truyện (1993)
- Arca espejada (1994)
- Telar de rebeldía, tập thơ (1998)
- Piedra de sacrificio, tập truyện (1999)

Nguồn: 

## Giải thưởng
- 1998 Dominican National Literary Award: Short Story for Piedra de Sacrifico[3]